# Pro Patria et Libertate Unione degli Sports Bustesi 1926-1927
Questa voce raccoglie le informazioni riguardanti la Pro Patria et Libertate nelle competizioni ufficiali della stagione 1926-1927.

## Stagione
La stagione dello scudetto revocato al Torino è una delle più belle della storia bustocca.
Viene finalmente raggiunta la sospirata promozione in Divisione Nazionale, vale a dire la Pro Patria nelle alte sfere del calcio italiano. La Pro Patria domina il girone B del campionato di Prima Divisione Nord vincendolo con 27 punti, uno in più dell'Atalanta e tre in più della Triestina.
Il 20 marzo dopo la partita di Treviso, che ha sancito la promozione e l'ammissione al girone finale, il presidente Carlo Marcora porta a Venezia in vacanza per tre giorni la truppa biancoblù. Al ritorno a Busto Arsizio la squadra è accolta trionfalmente dai tifosi in stazione, con la banda musicale in uniforme. Ha poi partecipato al torneo delle promosse, piazzandosi seconda con 6 punti, dietro al Novara con 8 punti e davanti alla Reggiana e alla Lazio con 5 punti.

## Rosa
| N. |                     | Ruolo | Calciatore         |
| -- | ------------------- | ----- | ------------------ |
|    | Italia (bandiera)   | P     | Giuseppe Raimondi  |
|    | Italia (bandiera)   | P     | Rosalindo Salerio  |
|    | Italia (bandiera)   | D     | Giuseppe Azzimonti |
|    | Italia (bandiera)   | D     | Attilio Fizzotti   |
|    | Italia (bandiera)   | D     | Cesare Genovesi    |
|    | Italia (bandiera)   | D     | Attilio Marcora    |
|    | Ungheria (bandiera) | D     | Andreas Kutik      |
|    | Italia (bandiera)   | D     | Pio Mara           |
|    | Italia (bandiera)   | D     | Vittorio Porta     |

| N. |                   | Ruolo | Calciatore          |
| -- | ----------------- | ----- | ------------------- |
|    | Italia (bandiera) | C     | Giovanni Colombo    |
|    | Italia (bandiera) | C     | Valentino Crosta    |
|    | Italia (bandiera) | C     | Angelo Giani        |
|    | Italia (bandiera) | C     | Rinaldo Piazzalunga |
|    | Italia (bandiera) | C     | Stefano Visca       |
|    | Italia (bandiera) | A     | Dante Corengia      |
|    | Italia (bandiera) | A     | Severino Masera     |
|    | Italia (bandiera) | A     | Enzo Dal Dan        |
|    | Italia (bandiera) | A     | Carlo Reguzzoni     |

## Risultati

### Prima Divisione Nord

#### Girone di andata
| Arbitro: | Bellandi (Milano) |

|             |           |          |
| Marcora 90’ | Marcatori | 8’ Györy |

| Arbitro: | Lupini (Bergamo) |

|  |           |                  |
|  | Marcatori | 1’ 59’ Colombo I |

| Arbitro: | P. Barlassina (Novara) |

|               |           |  |
| Reguzzoni 25’ | Marcatori |  |

| Arbitro: | Sani (Ferrara) |

|  |           |               |
|  | Marcatori | 55’ Azzimonti |

| Arbitro: | Bodo (Vercelli) |

|                          |           |              |
| Poggia 22’ Perani II 25’ | Marcatori | 80’ Crosta I |

| Arbitro: | Bo (Genova) |

|                               |           |                                       |
| Piazzalunga 37’ Azzimonti 83’ | Marcatori | 1’ Tognazzi 16’ Bussich 78’ Blasevich |

| Arbitro: | Merlo (Torino) |

|                                                            |           |                |
| Colombo I 1’ Crosta I 5’, 25’, 60’ Visca 30’ Reguzzoni 50’ | Marcatori | 75’ Bartesaghi |

| Arbitro: | Galli (Bologna) |

|           |           |              |
| Giuge 24’ | Marcatori | 85’ Corengia |

| Arbitro: | Sganzetta (Alessandria) |

|                                                             |           |                        |
| Kuttik 21’ Crosta I 52’, 84’ Reguzzoni 74’ (rig.) Visca 79’ | Marcatori | 36’ Laszlo 43’ Lamon I |

#### Girone di ritorno
| Arbitro: | Ferro (Milano) |

|           |           |                                      |
| Curri 47’ | Marcatori | 43’ Visca 65’ Corengia 75’ Colombo I |

| Arbitro: | Mattea (Casale Monferrato) |

|                            |           |  |
| Corengia 32’ Reguzzoni 78’ | Marcatori |  |

| Arbitro: | Pagnin (Treviso) |

|             |           |                 |
| Spivach 75’ | Marcatori | 5’ 26’ Corengia |

| Arbitro: | Mangano (Milano) |

|                             |           |               |
| Corengia 35’ G. Colombo 62’ | Marcatori | 30’ Ossoinach |

| Arbitro: | A.Gama (Milano) |

|                                                                             |           |  |
| Giani 58’ Reguzzoni 66’ Kuttik 68’, 82’ Corengia 71’ Crosta I 72’ Visca 80’ | Marcatori |  |

| Arbitro: | Osti (Ferrara) |

|                            |           |  |
| Rigotti II 18’ Bussich 77’ | Marcatori |  |

| Arbitro: | Lerni (Torino) |

|  |           |                |
|  | Marcatori | 75’ Dal Dan IV |

| Arbitro: | Beretta (Novi Ligure) |

|              |           |  |
| Corengia 42’ | Marcatori |  |

| Arbitro: | Turbiani (Ferrara) |

|             |           |               |
| Zanotto 18’ | Marcatori | 35’ Reguzzoni |

#### Girone finale
| Arbitro: | Osti (Ferrara) |

|                                     |           |                              |
| Filippi 1’ Sabbadini 70’ Ottier 84’ | Marcatori | 15’ Dal Dan IV 88’ Reguzzoni |

| Arbitro: | Ferro (Milano) |

|                             |           |            |
| Colombo I 86’ Reguzzoni 88’ | Marcatori | 15’ Rosina |

| Arbitro: | Dani (Genova) |

|                                     |           |               |
| Aigotti 21’, 51’ Maselli 44’ (rig.) | Marcatori | 60’ Reguzzoni |

| Arbitro: | Pinasco (Sestri Ponente) |

|                                            |           |                        |
| Rosina 43’ (rig.) Zanni 55’ D'Aquino I 88’ | Marcatori | 5’ Reguzzoni 13’ Visca |

| Arbitro: | Dani (Genova) |

|                                 |           |                            |
| Corengia 10’ Reguzzoni 61’, 85’ | Marcatori | 35’ Pardini 80’ Ciabattini |

| Arbitro: | Lenti (Genova) |

|              |           |  |
| Corengia 86’ | Marcatori |  |